# Филип Аврамов (композитор)
Вижте пояснителната страница за други личности с името Филип Аврамов.
Филип Василев Аврамов е български композитор и диригент.

## Биография
Роден е на 2 декември 1929 година в горноджумайското село Градево. Началото на творческия му път тръгва още от юношеството. Завършва Благоевградската гимназия. Като ученик е помощник диригент на хора на гимназията, а по-късно и диригент на мъжкия хор при ОК на ДКМС (Окръжен комитет на Димитровския комунистически младежки съюз) в Благоевград.
На 4 април 1959 година основава първия в България туристически хор под името „Планинарска песен“. Хорът концертира в Германия, Гърция, Югославия, СССР и редица дунавски страни. Филип Аврамов е и първи диригент на новосъздадения хор. По примера на хор „Планинарска песен“, който по-късно прераства в ансамбъл с детски хор и младежки състав, тръгват стотици певци и за кратко време в България се раждат десетки нови туристически хорове. Един от тях е и смесеният хор „Странджанска зеленика“ в Бургас, на който композиторът е почетен член и оказва помощ.
Освен като диригент на няколко музикални състава, Филип Аврамов работи и като диригент в Ансамбъла на Строителни войски. Членува в Съюза на композиторите и има заслуга за учредяването на певчески състави в около 70 селища на страната. Със своята дейност Аврамов открива нов жанр – този на популярната туристическа песен. Мелодията на песните му е естествена, логична, лесно се запомня. Хармоничният език е в пълно съответствие с леката и непретенциозна мелодика. Интонацията е в типичен планинарски дух. Най-характерното за авторските песни е дълбокият патриотизъм, възторг и преклонение от прелестите на Родината и нейната природа.
Хор „Планинарска песен“ участва във всички фестивали на художествената самодейност, в песенните празници на туризма, в програмата на българското хорово изкуство и завоюва званието „Представителен хор“. Хижа „Планинарска песен“ на Витоша, която е изградена през 1970 г. и е тясно свързана с туристическия живот на едноименния хор, също е създадена по инициатива на Филип Аврамов. Строителството ѝ се осъществява с доброволния безплатен труд на хористите и техния диригент.
Филип Аврамов посвещава на туристическата песен трийсет години от живота си. Творчеството му е оценено на най-високо музикално равнище. Автор е на десетки песни, сред които „Българийо моя“, „Прекрасна си, мила Родино“, „Пирин чутовен“, „Ехо, туристи“, „Горо ле, горице“, „Тъгата на Пирин“, „Привет от Рила“, „Алпийска песен“, „Туристическа новогодишна“, „Витоша“, „Вечерни здрач“, „Пролетна“. Носител е на званието „Заслужил артист“. Присъдени са му и държавните награди: „Орден на труда“ – златен, орден „Червено знаме на труда“ и орден „Кирил и Методий“ – I степен. Като композитор и диригент получава званието „Почетен гражданин“ на София, Благоевград, Дрезден и Инголщад, Германия.
Умира в София внезапно на 17 юни 1997 година.

## Памет
- На 29 април 1999 г. е обявен за почетен гражданин на Благоевград.[4]
- По повод 10-годишнината от смъртта му в Благоевград е издигната негова паметна плоча с барелеф на композитора.[5]
- На Витоша до хижа „Планинарска песен“ има негов паметник, дело на архитект Гочева.[1][3]
- Понастоящем хор „Планинарска песен“ е преименуван на „Планинарска песен – Филип Аврамов“.[2]
- На негово име е наречена улица в кварталите „Младост 3“ и „Младост 4“ в София (Карта).